# No Limite
No Limite foi um reality show brasileiro produzido pela TV Globo e exibido pela primeira vez em 23 de julho de 2000 até 2001, depois em 2009, e, por fim, de 2021 até 2023. As quatro primeiras temporadas foram exibidas nas noites de domingo com uma variação de horários, mas sempre após o programa Fantástico. No programa, os participantes passam por testes de resistência e provas. Eles convivem na floresta depois de obterem seu resultado final.
O programa é uma versão do programa sueco Expedition Robinson, que, por sua vez, é conhecida nos Estados Unidos como Survivor. Este é o segundo reality show brasileiro (o primeiro foi 20 e Poucos Anos da MTV Brasil, cuja estreia ocorreu no dia 5 de julho).[carece de fontes?] A atração seguiu por três temporadas, até sua produção ser cancelada em 2002. Após oito anos de hiato, a quarta temporada da série estreou em 30 de julho de 2009, novamente sob o comando de Zeca Camargo, mas sem o mesmo êxito da primeira fase. O programa foi cancelado em setembro.
A primeira temporada foi reexibida pelo Viva entre 28 de janeiro e 17 de março de 2016.
Em 2020, o diretor de gênero de realitys dos Estúdios Globo, Boninho, anunciou em seu perfil no Instagram que o programa tem chances de voltar a grade da TV Globo. Em fevereiro de 2021, a TV Globo anunciou oficialmente a volta do programa à grade da emissora, com uma novidade: o elenco da temporada foi formado completamente por ex-BBBs. Os episódios da nova temporada foram reexibidos no Multishow, junto com um spin-off exclusivo com os eliminados de cada semana; conteúdos exclusivos envolvendo o programa foram lançados no Globoplay e no Gshow (que por sua vez integra o site globo.com).
Após três anos no ar, em 1 de setembro de 2023, a TV Globo anunciou oficialmente que resolveu cancelar o reality show para 2024, devido a baixa audiência.

## Audiência
A primeira temporada do programa foi a de maior sucesso de público, registrando uma altíssima média de 47 pontos, tendo o penúltimo episódio como o de maior audiência, com 52 pontos de média e 56 de pico, contra 50 de média e 55 de pico no último episódio. Os números variavam entre 40 e 56 pontos, sempre dando a liderança ao canal.
A segunda temporada registrou uma queda de 13 pontos e ficou com 34 pontos de média, variando entre 27 e 45 pontos, tendo seu último episódio como o de maior audiência, com 41. A edição, que foi exibida cerca de apenas 4 meses depois do final da primeira já vinha demonstrando queda no ibope, principalmente comparado à temporada anterior. Mesmo assim, a TV Globo ainda apostava no programa e renovou para um terceiro ano.
A terceira temporada marcava índices entre 17 e 42 pontos e foi prejudicada pelo enfraquecimento da fórmula e pela concorrente SBT, que na época exibia o reality Casa dos Artistas, que costumava sugar quase toda a audiência do Fantástico e por consequência atrapalhava os números do No Limite.
A quarta edição do No Limite, que foi exibida oito anos depois da terceira, registrou uma boa audiência na estreia: 25 pontos de média e 28 de pico, mas que nem de longe lembravam os anos dourados do formato. Ao longo de toda a temporada, a média foi de 19 pontos.
A quinta edição do No Limite, que foi exibida doze anos depois da quarta, registrou uma boa audiência na estreia: 21 pontos de média, mas menor em relação as estreias anteriores; já o último episódio registrou 16 pontos, sendo a menor audiência de uma final desde a quarta edição. Essa temporada oscilou entre os 16 e 18 pontos e teve média geral de 17 pontos. Nessa ocasião, No Limite contou somente com ex-participantes do Big Brother Brasil, de diversas edições.
A sexta temporada registrou em sua estreia 17 pontos de média, uma queda de 4 pontos em relação a estreia da edição anterior. O último episódio registrou 17 pontos. A temporada teve média geral de 16 pontos.
A sétima temporada estreou com 14 pontos de média, 25,7 de pico e 26,8% de share, sendo a pior estreia de todas as temporadas. Seu recorde foi de 16,4 pontos, no dia 27 de julho. O último episódio registrou 15,9 pontos de média, 29,0 de pico e 33,2% de share, sendo a menor audiência de uma final. A última temporada teve média geral de 15 pontos, se tornando a menor média de todas as temporadas.

## Formato

### Tribos
A cada temporada, 12 a 24 pessoas são deixadas em um local inóspito do território brasileiro e divididos em duas equipes com uma distribuição igual de idade e sexo. As equipes costumam receber um kit básico de utensílios com os quais poderão contar para sobreviver: em geral, uma machadinha, cantis, e uma especial fonte de água feita para o programa. Esta fonte guarda uma água que os jogadores deverão ferver para beber, forçando as tribos a fazer fogo por si só ou ganhar como recompensa as ferramentas para fazê-lo.[carece de fontes?] As equipes recebem nomes e cores específicas que são usadas nas suas bandeiras, no trajeto das provas, nos textos na tela e em outros itens.

### Provas
Durante o jogo, os participantes competem em equipe ou individualmente em provas. As provas consistem em competições de resistência, solução de problemas, trabalho em equipe, destreza e força de vontade, e geralmente trazem um tema ligado à temporada atual.
As provas incluem também as famosas provas de comida nojenta (com comidas típicas locais), e testes de conhecimento sobre o local e sobre os jogadores em si.

#### Prova do Privilégio
Nas provas do privilégio, os participantes competem por itens de luxo que não são essenciais para a sobrevivência mas facilitam a vida no acampamento. Exemplos: comida, fósforos, machados, capas de chuva, e até mesmo pequenos passeios para fora do acampamento.

#### Prova da Imunidade
Nas provas da imunidade, os participantes competem por imunidade (representada por um ídolo). A equipe vencedora garante mais um ciclo no jogo, enquanto a perdedora irá ao "Portal" onde votará em um membro para ser eliminado.
Durante os 4 primeiros ciclos da quarta temporada, a equipe perdedora indicou por votação secreta um membro para ser eliminado pelo voto popular. O outro membro era indicado pelo líder da equipe. O programa voltou ao formato original a partir do quinto ciclo.

### Fusão
Após as primeiras eliminações, as duas equipes se fundem em uma só e passam a viver no mesmo acampamento. A prova da imunidade passa a ser individual (no entanto, na segunda temporada houve duas ocasiões em que ocorreram duas provas de imunidade no mesmo episódio) e o participante imune também tem direito a voto no Portal.

### Semifinal
Na primeira e terceira temporada, após algumas eliminações na fase da fusão, o jogo mudou. Uma semifinal foi disputada pelos 4 últimos participantes ainda no jogo e consistiu na redivisão dos mesmos em duas duplas que disputaram a penúltima prova da imunidade. A dupla vencedora foi classificada direto para a final, enquanto a perdedora foi eliminada.

#### O Júri
Na segunda temporada, a semifinal foi realizada de uma maneira diferente. Os 4 semifinalistas disputaram a penúltima prova de imunidade. No Portal, 4 participantes eliminados antes dos semifinalistas formaram um júri que daria imunidade a um dos participantes para a primeira votação da noite (assim, duas pessoas estariam imunes).
Um empate ocorrido entre os dois únicos participantes votáveis fez com que o júri entrasse em ação novamente. Os quatro membros deveriam votar e escolher quem deveria ser o eliminado. Após isso, apenas o vencedor da prova de imunidade estaria imune e o júri votaria novamente e determinaria entre os dois participantes restantes quem seria o segundo finalista.

#### Vale dos Exilados
O "Vale dos Exilados", uma espécie de repescagem, foi inserido apenas na terceira temporada. Os 6 últimos participantes eliminados antes das duas finalistas foram enviados para esse local (uma espécie de "jaula" localizada em meio à selva) e disputariam uma prova, onde o vencedor teria lugar garantido na grande final.

### Final
Nas três primeiras temporadas, a final consistia em uma grande maratona de provas (físicas e lógicas) envolvendo elementos usados ao longo de toda a temporada. O resultado final era revelado ao vivo (com exceção da primeira temporada) pelo apresentador.
Na quarta temporada, todos os participantes eliminados após a fusão, passaram a compor um júri, que decidiria o vencedor da disputa na final, por meio de uma votação realizada ao vivo.
Na quinta temporada, o público votou entre os dois finalistas para decidir o vencedor, já na sexta edição, o público votará entre três finalistas.

## Apresentadores
| Apresentador(a)    | Temporadas | Temporadas | Temporadas | Temporadas | Temporadas | Temporadas | Temporadas |
| Apresentador(a)    | 1          | 2          | 3          | 4          | 5          | 6          | 7          |
| ------------------ | ---------- | ---------- | ---------- | ---------- | ---------- | ---------- | ---------- |
| Zeca Camargo       |            |            |            |            |            |            |            |
| André Marques      |            |            |            |            |            |            |            |
| Fernando Fernandes |            |            |            |            |            |            |            |

Galeria de apresentadores
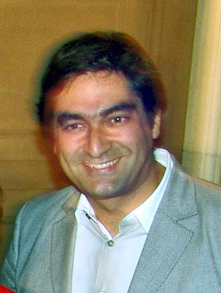
Zeca Camargo (2000–2001; 2009)
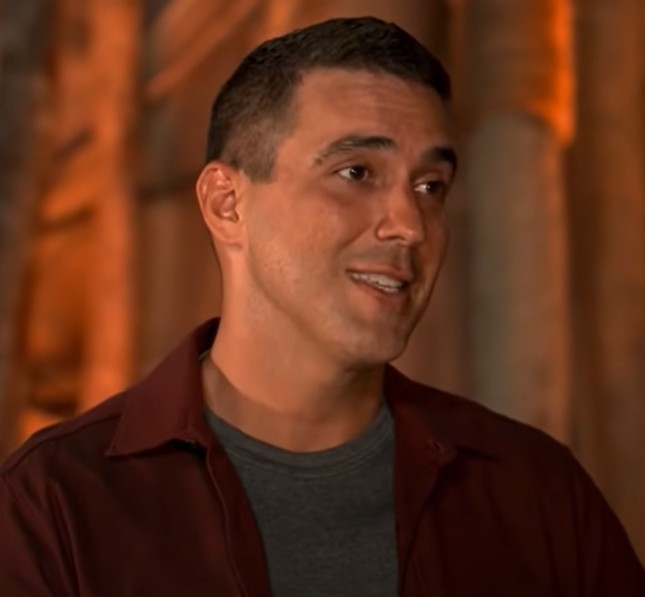
André Marques (2021)
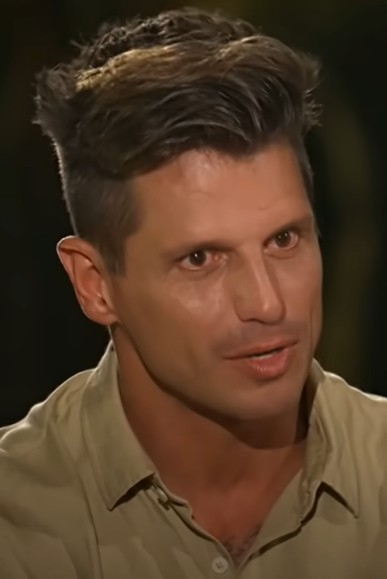
Fernando Fernandes (2022–2023)

## Exibição
| Temporada | Temporada   | Episódios | Exibição original     | Exibição original      | Local       |
| Temporada | Temporada   | Episódios | Estreia da temporada  | Final da temporada     | Local       |
| --------- | ----------- | --------- | --------------------- | ---------------------- | ----------- |
|           | No Limite 1 | 8         | 23 de julho de 2000   | 10 de setembro de 2000 | Ceará       |
|           | No Limite 2 | 8         | 28 de janeiro de 2001 | 25 de março de 2001    | Mato Grosso |
|           | No Limite 3 | 8         | 28 de outubro de 2001 | 23 de dezembro de 2001 | Pará        |
|           | No Limite 4 | 18        | 30 de julho de 2009   | 27 de setembro de 2009 | Ceará       |
|           | No Limite 5 | 11        | 11 de maio de 2021    | 20 de julho de 2021    | Ceará       |
|           | No Limite 6 | 20        | 3 de maio de 2022     | 7 de julho de 2022     | Ceará       |
|           | No Limite 7 | 10        | 18 de julho de 2023   | 17 de agosto de 2023   | Amazonas    |

## Participantes
Até a sétima edição, o No Limite já contou com 113 participantes oficiais. Dentre eles, o estado do Rio de Janeiro possui o maior número de participantes da 1ª até a 7ª edição com 30 participantes. Seguido por São Paulo com 26, Minas Gerais com nove, Bahia e Rio Grande do Sul com sete, Paraná com seis, Pernambuco com cinco, Goiás e Santa Catarina com quatro, Ceará e Espírito Santo com dois, e Acre, Alagoas, Amazonas, Distrito Federal, Mato Grosso do Sul, Pará, Piauí, Rio Grande do Norte, Rondônia e Sergipe com apenas um. Já os estados de Amapá, Maranhão, Mato Grosso, Paraíba, Roraima e Tocantins nunca tiveram representantes até a 7ª edição. Somente um estrangeiro participou do programa: um sírio.
Nota: Os participantes que entraram em duas edições foram contados apenas uma vez.
| Temporada        | Finalistas        | Finalistas         | Finalistas       | Outros participantes em ordem de eliminação | Total |
| Temporada        | Vencedor(a)       | 2.º lugar          | 3.º lugar        | Outros participantes em ordem de eliminação | Total |
| ---------------- | ----------------- | ------------------ | ---------------- | --- | ----- |
| No Limite 1 (en) | Elaine de Melo    | Pipa Diniz         | Final Dupla      | Hilca Maria • Amendoim Martins • Marcus Werner • Chico Salles • Ilma Arakawa • Jefferson Schmengler • Vanderson Souza • Thiago Toqueton • Juliana Marques • Andréa Baptista | 12    |
| No Limite 2 (en) | Léo Rassi         | Christina Moreira  | Final Dupla      | Leon Ramos • Roberta Mayanah • Antero Temóteo • Lhitts Maciel • Sônia Cerqueira • Sávio Clemente • Rosa • Eliane Menezes • Dada • Danilo Prates | 12    |
| No Limite 3 (en) | Rodrigo Trigueiro | Hérica Sanfelice   | Tatiana Welikson | Tânia Bisteka • Rogério • Janaína • Pedro Ribeiro • Cláudia Lúcia • Diuare de Carvalho • Fabio Meirelles • Peterson • Adriana | 12    |
| No Limite 4 (en) | Luciana Araújo    | Gabriela Costa     | Final Dupla      | Eneida Diniz • Ronaldo Machado • Denise Oliveira • Sibele Maciel • Luiz Nascimento • João Alves • Júlia Vasques • Marcelo Cebola • Isabel Silva • Bia Amaral • Rafão Matos • Taritza Puggina • Felipe Lima • Gilson Alves • Marcelo Gaya • Sandi Ramalho • Índia Soares • Marcelo Guimarães • Osmar Guesser • Alexandre Loureiro • Jéssica da Silva                       | 23    |
| No Limite 5 (en) | Paula Amorim      | Viegas de Carvalho | Final Dupla      | Mahmoud Baydoun • Angélica Ramos • Ariadna Arantes • Lucas Chumbo • Arcrebiano Araújo • Gleici Damasceno • Íris Stefanelli • Guilherme Napolitano • Kaysar Dadour • Carol Peixinho • Jéssica Mueller • Elana Valenária • Marcelo Zulu • André Martinelli | 16    |
| No Limite 6 (en) | Charles Gama      | Ipojucan Ícaro     | Lucas Santana    | Dayane Sena • Verônica Kreitchmann • Adriano Gannam • Kamyla Romaniuk • Shirley Gonçalves • Leonardo Correa • Roberta Terra • Patrícia Tomé • Vanderlei Ramiro • Guza Rezê • Bruna Negreska • Matheus Pires • Rodrigo Moraes • Tiemi Hiratsuka • Janaron Uhãy • Ninha Santiago • Pedro Castro • Flávia Assis • Andréa Nascimento • Clécio Barbosa • Victor Hugo de Castro | 24    |
| No Limite 7 (en) | Dedé Macedo       | Raiana Bertoso     | Yuri Fulý        | Mônica Carvalho • Pipa Diniz • Paulo Vilhena • Claudio Heinrich • Simoni Santos • Amanda Momente • Guilherme Holanda • Marcus Vinicius • Euclides Viana • Paulinha Vecchi • Carol Nakamura • Greiciene Dias | 15    |

## Controvérsia
A extinção do programa No Limite se deve ao fato de o produtor do programa Survivor, Mark Burnett, ter acusado o programa brasileiro de ter copiado a versão americana. Segundo ele, não haveria problemas se o programa fosse um formato comprado para uma adaptação.
Por ter sido copiado sem autorização da emissora detentora dos direitos originais, a TV Globo foi processada e, ciente de uma derrota, determinou o fim temporário do No Limite.
No entanto, em junho de 2009, a TV Globo legalizou a situação do programa. A emissora comprou os direitos de Survivor para o Brasil. Agora poderá usar trilhas musicais, provas e até as bandanas do original. Pressionada pela empresa que detém os direitos do reality show, fez um acordo, pelo qual pagou uma licença, mas sem deter os direitos.

## Logotipos
Esta é uma galeria dos logotipos já utilizados para o programa, desde a estreia:

Galeria de logotipos
2000 a 2001
2021 a 2022